# Les Vigneaux
Les Vigneaux (okzitanisch Los Vinhaus) ist eine französische Gemeinde im Département Hautes-Alpes in der Region Provence-Alpes-Côte d’Azur. 

## Geographie
Les Vigneaux liegt am Ufer des Flusses Gyronde.
Die Gemeinde grenzt
- im Norden und im Osten an Saint-Martin-de-Queyrières,
- im Süden an L’Argentière-la-Bessée,
- im Westen an Puy-Saint-Vincent und Vallouise-Pelvoux mit Vallouise.

## Bevölkerungsentwicklung
| Jahr      | 1962 | 1968 | 1975 | 1982 | 1990 | 1999 | 2008 | 2012 |
| --------- | ---- | ---- | ---- | ---- | ---- | ---- | ---- | ---- |
| Einwohner | 221  | 208  | 190  | 244  | 346  | 390  | 464  | 491  |

## Sehenswürdigkeiten
- Mauerwerk im Ortsteil La Bâtie des Vigneaux, Monument historique
- Die Kapelle Saint-Claude im Ortsteil La Bâtie des Vigneaux
- Die Kirche Saint-Laurent

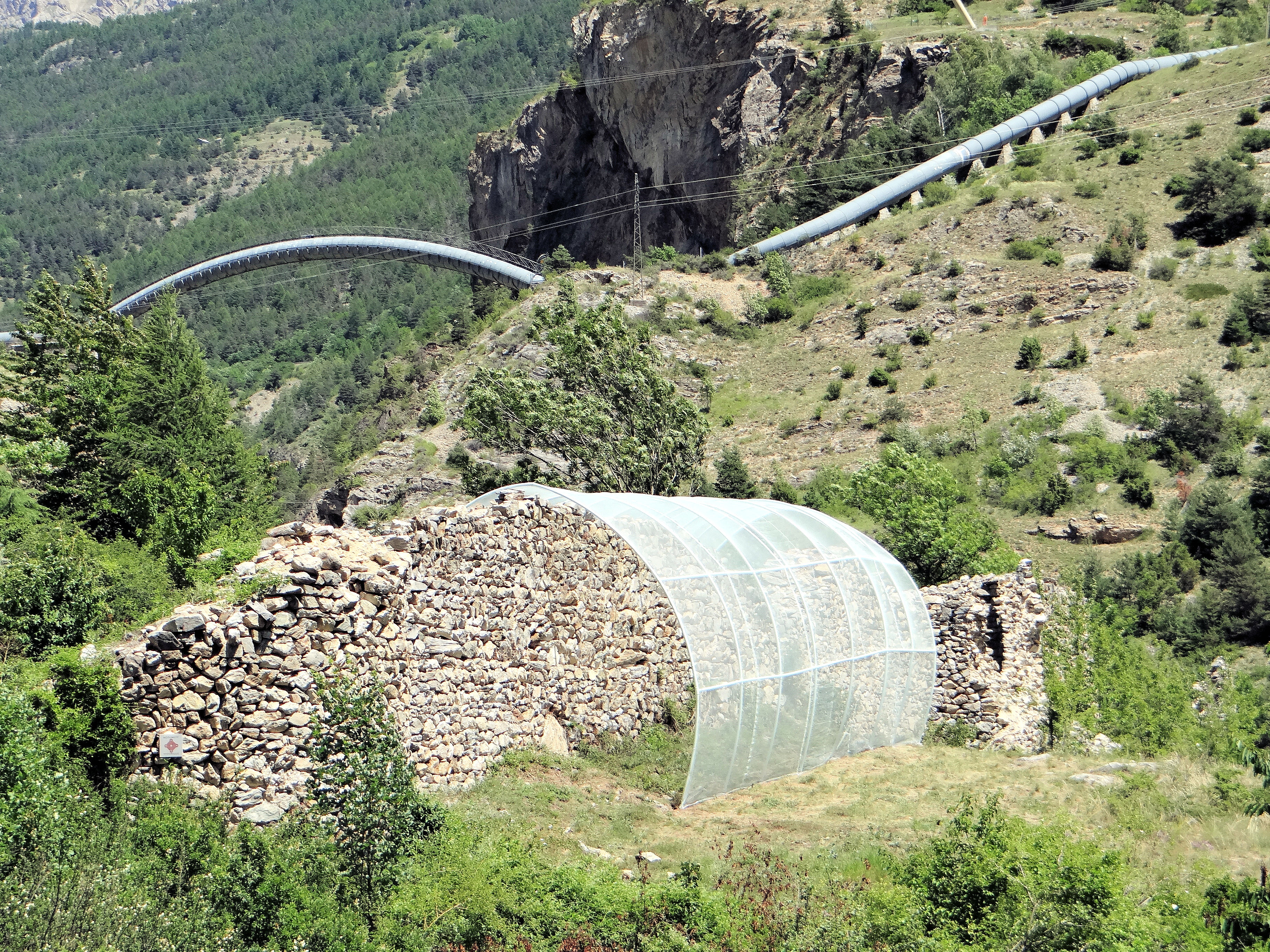
La Bâtie des Vigneaux: Mauerwerk
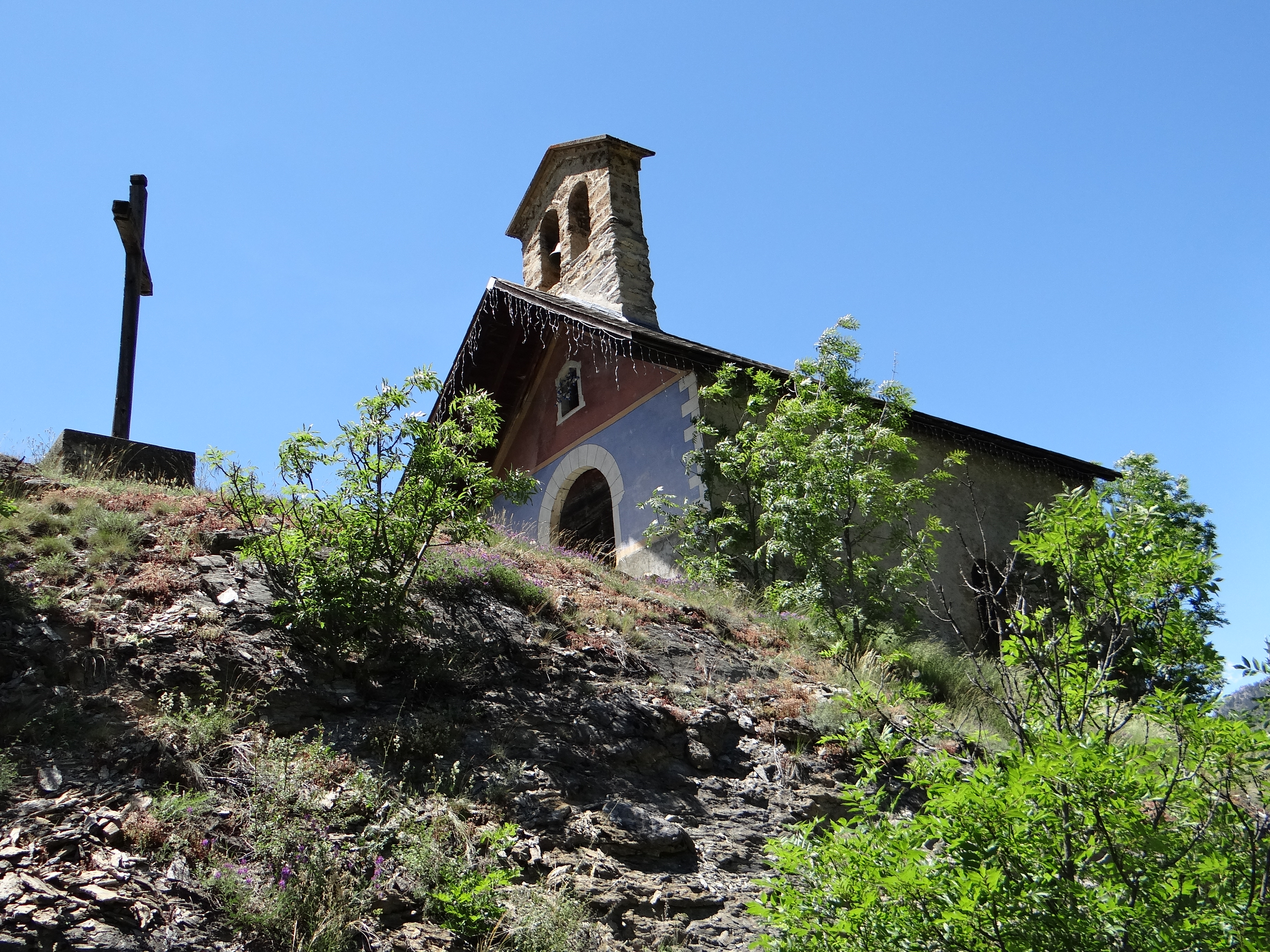
La Bâtie des Vigneaux: Kapelle Saint-Claude
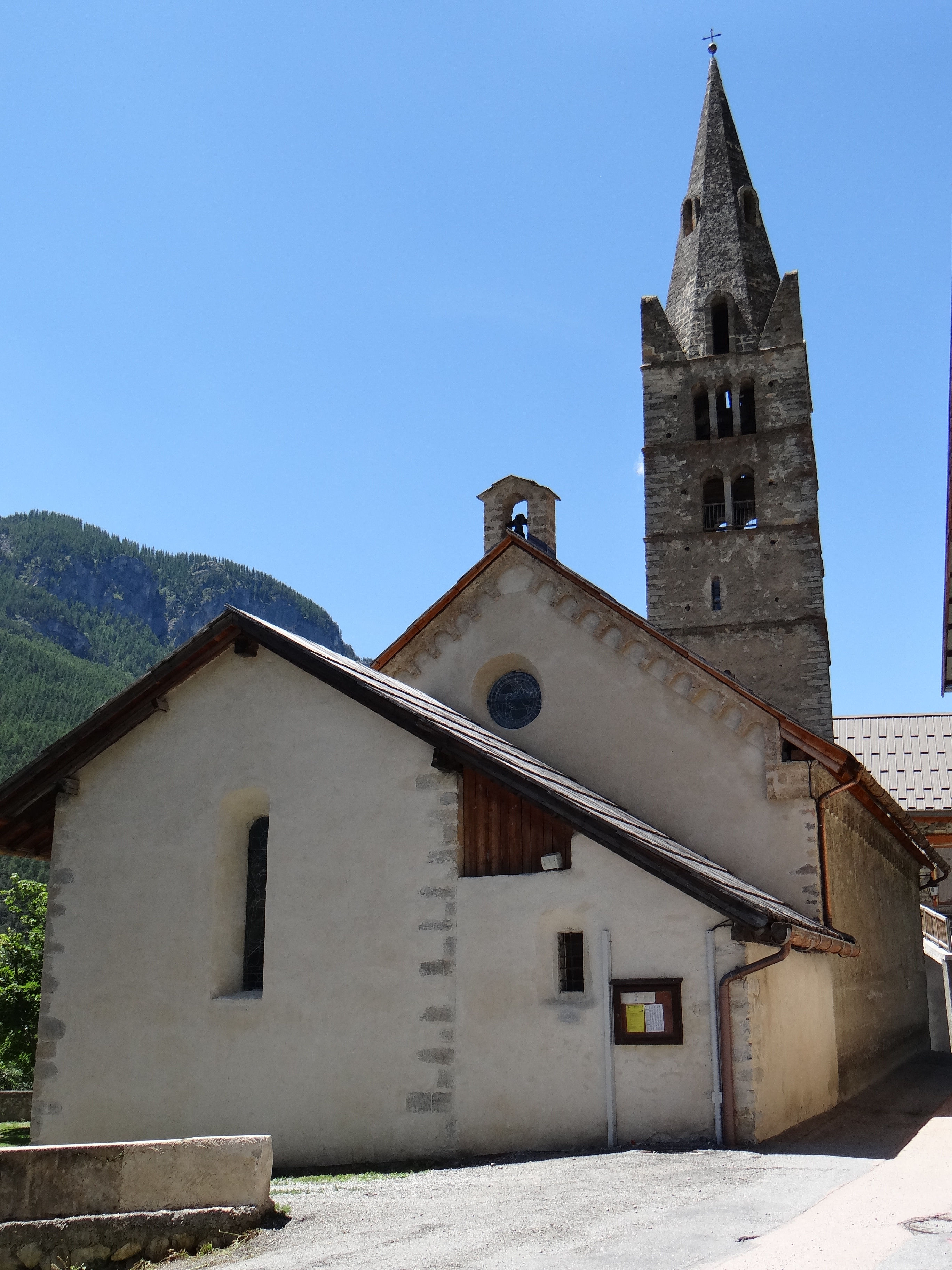
Kirche Saint-Laurent